# Bernard Beckett
Bernard Beckett (ur. 1967) – nowozelandzki pisarz fikcji z gatunku young adult. W swoim dorobku ma zarówno powieści, jak i sztuki. Pracował jako nauczyciel w szkołach średnich ucząc dramatu, matematyki oraz języka angielskiego w Wellington. Aktualnie uczy w Hutt Valley High School w Lower Hutt.
Zadebiutował w 1999 powieścią Lester.

## Publikacje
- Lester (powieść, 1999) ISBN 978-1-877135-21-7
- Red Cliff (powieść, 2000) ISBN 978-1-877135-42-2
- Jolt (powieść, 2001) ISBN 978-1-877135-50-7
- No Alarms (powieść, 2002) ISBN 978-1-877135-75-0
- 3 Plays: Puck, Plan 10 From Outer Space, The End Of The World As We Know It (2003)
- Home Boys (powieść, 2003) ISBN 978-1-877135-88-0
- Malcolm and Juliet (powieść, 2004) ISBN 978-1-877135-94-1
- Deep Fried - with Clare Knighton (powieść, 2005) ISBN 978-1-877361-11-1
- Genezis (org. Genesis, powieść, 2006; polskie wydanie w 2011) ISBN 978-1-877361-52-4 (oryginał),  ISBN 978-83-7506-674-6 (polska wersja)[2]
- Falling for Science (literatura faktu, 2007) ISBN 978-1-877361-72-2
- Limbo (film, 2008)
- Loaded (film, 2009)
- Last Dance (film, 2011)
- Lament (film, 2012)

## Nagrody
- 2005: Esther Glen Award w trakcie LIANZA Children's Book Awards[3]
- 2005: Winner Young Adult Fiction Category of the New Zealand Post Book Awards for Children and Young Adults
- 2007: Winner Young Adult Fiction Category of the New Zealand Post Book Awards for Children and Young Adults
- 2010: Sense of Gender Award za Genezis[4]